# Gettr
Gettr (stilisiert GETTR, gesprochen Getter) ist eine US-amerikanische Social-Media-Plattform und Microblogging-Website. Sie wurde von Jason Miller, einem Berater und Sprecher von Donald Trump, gegründet und am 4. Juli 2021 offiziell gestartet. Ihre Benutzeroberfläche und ihre Funktionen werden als sehr ähnlich zu denen von Twitter beschrieben. Der Dienst wird häufig zur Verbreitung extremer Inhalte benutzt, einschließlich Rassismus, Antisemitismus und terroristischer Propaganda.

## Geschichte
Nach dem Sturm auf das Kapitol der Vereinigten Staaten am 6. Januar 2021 hatten mehrere soziale Netzwerke Donald Trump von ihren Plattformen verbannt, darunter Twitter, Facebook und Instagram. Im Juni 2021 wurde berichtet, dass der ehemalige Berater Jason Miller Trumps Team verlassen hat, um CEO eines Start-ups zu werden. Eine Beta-Version von Gettr wurde am 1. Juli 2021 gestartet, nachdem sie Mitte Juni in den Apple App Store und den Google Play Store aufgenommen worden war. Auf die Plattform kann auch über das Web zugegriffen werden. Gettr wurde am 4. Juli 2021 offiziell gestartet. Hinter der Finanzierung soll ein Konsortium um den chinesischen Unternehmer Guo Wengui stehen, der enge Kontakte zum ehemaligen Trump-Berater Steve Bannon unterhalten soll. Anderen Angaben zufolge soll Guo aber nicht direkt finanziell beteiligt sein.
Am Tag des Beta-Starts hatte Gettr mehrere tausend Nutzer. Am 4. Juli 2021, dem Tag des offiziellen Starts der Plattform, gab Miller an, dass sie „mehr als eine halbe Million Nutzer“ habe, gleichzeitig wurde die Website Opfer von Hackerattacken. Anfangs herrschte Verwirrung darüber, ob die Plattform vom ehemaligen US-Präsidenten Donald Trump finanziert wurde. Bloomberg berichtete, dass Trump weder der Plattform beitreten, noch eine finanzielle Beteiligung an ihr haben würde und dass er immer noch plane, eine eigene Plattform zu gründen.

## Plattform
Gemäß Unternehmensleitbild ist Gettr gegen Cancel Culture und Monopolbildungen in den sozialen Medien. Stattdessen setzt man laut Eigenangaben auf gesunden Menschenverstand und freie Meinungsäußerung, um den Wettstreit von Ideen zu fördern. Der Name der Plattform ist ein Portmanteau aus „getting together“ oder „get together“.
Gettr-Nutzer können Beiträge mit einer Länge von maximal 777 Zeichen verfassen, Bilder und Videos mit einer Länge von bis zu drei Minuten hochladen und bearbeiten. Beiträge anderer Nutzer können retweetet und Newsfeeds verfolgt werden. Einige Nutzer können ihre Inhalte von Twitter importieren und ihre Twitter-Feeds auf Gettr spiegeln. Nutzerkonten lassen sich verifizieren. In der Presse wird Gettr mitunter als Twitter-Klon bezeichnet, weil sich beide Dienste stark ähneln.

## Nutzer und Inhalte
Die ersten Nutzer der Plattform bestanden vorwiegend aus US-amerikanischen Konservativen und Anhängern des ehemaligen Präsidenten Donald Trump, welche häufig von anderen Plattformen verbannt worden waren, wie beispielsweise Steve Bannon.  Als zweitgrößter Markt der Plattform gilt Brasilien, wo er vorwiegend von Anhängern von Jair Bolsonaro genutzt werden soll. Auch in Deutschland wird die Plattform vorwiegend von Menschen genutzt, deren Accounts von Twitter oder Facebook gesperrt wurden, vor allem von Populisten, Rechtsextremen und Gegnern der COVID-Schutzmaßnahmen. Aus der Politik sind vor allem Abgeordnete der Alternative für Deutschland bei Gettr aktiv. Aber auch der ehemalige Präsident des Bundesamtes für Verfassungsschutz, Hans-Georg Maaßen, betreibt dort einen Account, auf dem er unter anderem Ende Dezember 2021 einen Appell Sucharit Bhakdis für einen Stopp der Corona-Impfungen teilte.
Die Plattform Gettr wurde für die Verbreitung von rassistischen, antisemitischen Inhalten, Falschinformationen und Verschwörungstheorien verantwortlich gemacht. Rechtsextremistische Gruppen wie die Proud Boys nutzten die Plattform, um sich zu vernetzen. Auch Propaganda des Islamischen Staats soll auf Gettr verbreitet worden sein. Es sollen außerdem laut Untersuchungen des Stanford Internet Observatory nicht genug Mechanismen zur Erkennung von Spam, gewalttätigen Inhalten und Kinderpornografie auf der Website bestehen. CEO Miller bezeichnete die Ergebnisse der Untersuchung als „komplett falsch“.
Im Januar 2022 hatte Gettr nach eigenen Angaben fast vier Millionen Nutzer weltweit, davon 250.000 in Deutschland.